# Burano

Burano [buràno]), je eden od otokov v Beneški laguni. Leži jugozahodno od otoka Torcello. Upravno spada pod italijansko deželo Benečija (metropolitansko mesto Benetke). Leži na severnem koncu Lagune, 7 km od Benetk, in je poznan po čipkarstvu.
Ime otoka naj bi izhajalo iz Boreana, kot so se imenovala ena od vrat mesta Altinum, ki so ga prebivalci zapustili najprej iz strahu per Huni leta 452, nato zaradi slabe uprave s strani Langobardov, ki so mesto zavzeli leta 568. Ta vrata so bila postavljena na severovzhodu mesta in je skoznje pihala burja, odtod tudi ime. Po propadu Altina in izginotju njegovega obzidja je ime ostalo le v poimenovanju otoka Burano.
Na sliki je otok Burano na sredini, gosto pozidan. Na desni spodaj sta krajna dela otokov Torcello. Zeleno obarvani, torej redko pozidani, so otoki Mazzorbo, Mazzorbetto in Isola dei Laghi. V ospredju, levo spodaj, je Buransko močvirje, ki je obsežno neobstojno zemljišče tik pod vodno gladino.
Čeprav se Burano splošno šteje za otok, je v resnici skupina štirih otočkov, saj je ozemlje pretrgano s kanali. Zgodovinarji in arheologi menijo celo, da je vsa površina nastala umetno. Prvotni prebivalci, ubežniki pred Atilo, naj bi bili sprva zgradili več bivališč na koleh, ki so se s časom združila. Prostor med zgradbami naj bi napolnili z nanosom materiala, v glavnem močvirskega blata, izkopanega pri ustvarjanju plovnih kanalov. Na ta način so se združili tudi otoki, ki sestavljajo Benetke. 
Otok se istoveti z naseljem, ki ga popolnoma prekriva. Vodni tokovi oziroma kanali delijo naselje v pet rajonov, imenovanih sestrieri (kot v Benetkah)  